# 유상 (임성효왕)
임성효왕 유상(任城孝王 劉尙, ? ~ 101년)은 후한 중기의 황족으로, 동평헌왕의 아들이다.

## 생애
원화 원년(84년), 동평나라에서 임성(任城)·항보(亢父) 번(樊) 3개현을 분할하여 신설된 임성나라의 왕에 봉해졌다.
영원 13년(101년)에 죽어 시호를 효라 하였고, 아들 유숭이 작위를 이었다.

## 출전
- 범엽, 《후한서》 권3 숙종효장제기·권4 효화효상제기·권42 광무십왕열전

| 선대 (첫 봉건) | 후한의 임성왕 84년 4월 기묘일 - 101년 2월 | 후대 아들 임성정왕 유안 |